# ПДРС
Придніпровсько-Донецький Робітничий Союз (ПДРС) (рос. Приднепровско-Донецкий Рабочий Союз) — інтернет-пародія на українські проросійські та ліві політичні сили. 
Позиціонує себе як підпільна політична партія лівого спрямування та використовує в комічному забарвленні комуністичні та шовіністичні теми і лексику, являє собою «гримучу суміш посконно-домотканого патріотизму з наївно-класовим агітпропом». У пародійному висміюванні політичних реалій сучасної України дещо перегукується з іншим відомим інтернетним феноменом — Фофуддєю. Сайт відкрився 2 листопада 2006 року, його найбільш резонансною публікацією стала «Феодосійська рапсодія» — поема за мотивами антинатовських виступів в Криму влітку 2006 р. У відповідь на акт вандалізму на Говерлі вийшла пародійна «Інструкція по паплюженню державних символів України».